# Pumuckl und sein Zirkusabenteuer
Pumuckl und sein Zirkusabenteuer ist ein Kinderfilm, der am 16. Oktober 2003 in die deutschen Kinos kam und von der Deutschen Film- und Medienbewertung FBW in Wiesbaden mit dem Prädikat wertvoll ausgezeichnet wurde.

## Handlung
Pumuckl ist wieder in München und nichts ist wie vorher. Die Werkstatt des verstorbenen Meister Eder wird von dessen Cousin übernommen. Nach dem ersten Schreck kann sich Ferdinand Eder mit dem Pumuckl anfreunden. Zwei Zirkuszauberkünstler entführen den Kobold, um ihre Nummer mit einer echten Zauberei zu einer Sensation zu machen. Aber das ist nicht die feine englische Art von Artisten; und Pumuckl mischt den Zirkus mit den eigenen Streichen auf.